# Светско првенство у атлетици на отвореном 2011 — 10.000 метара за мушкарце
Трка на 10.000 метара у мушкој конкуренцији на Светском првенству у атлетици 2011. у Тегуу је одржана 28. августа на стадиону Тегу.

## Освајачи медаља
|                                    |                                              |                                 |
| Ибрахим Џеилан 27:13,81 · Етиопија | Мохамед Фара 27:14,07 · Уједињено Краљевство | Имане Мерга 27:19,14 · Етиопија |

## Рекорди пре почетка Светског првенства 2011.
| Светски рекорд             | Кенениса Бекеле · Етиопија          | 26:17,53 | Брисел, Белгија  | 26. август 2005.   |
| Рекорд светских првенстава | Кенениса Бекеле · Етиопија          | 26:46,31 | Берлин, Немачка  | 17. август 2009.   |
| Најбољи резултат сезоне    | Сали Кипјего · Кенија               | 30:38,35 | Пало Алто, САД   | 29. мај 2011.      |
| Афрички рекорд             | Кенениса Бекеле · Етиопија          | 26:17,53 | Брисел, Белгија  | 26. август 2005.   |
| Азијски рекорд             | Ахмед Хасан Абудула · Катар         | 26:38,76 | Брисел, Белгија  | 5. септембар 2003. |
| Североамерички рекорд      | Артуро Бариос · Мексико             | 27:08,23 | Берлин, ДДР      | 18. август 1989.   |
| Јужноамерички рекорд       | Марилсон Гомес дос Сантош · Бразил  | 27:28,12 | Нерпелт, Белгија | 2. јун 2007.       |
| Европски рекорд            | Мохамед Фара · Уједињено Краљевство | 26:46,57 | Јуџин, САД       | 3. јун 2011.       |
| Океанијски рекорд          | Бен Сент Лоренс · Аустралија        | 27:24,95 | Пало Алто, САД   | 1. мај 2011.       |

### Најбољи резултати у 2011. години
Десет најбољих атлетичар године у трци на 10.000 метара пре првенства (26. августа 2011), имали су следећи пласман.
| 1  | Мохамед Фара          | Уједињено Краљевство | 26:46,57 | 3. јун 2011. |
| 2  | Имане Мерга           | Етиопија             | 26:48,35 | 3. јун 2011. |
| 3  | Џоспат Бет Кипкоеч    | Кенија               | 26:48,99 | 3. јун 2011. |
| 4  | Пол Кипнгетич Тануи   | Кенија               | 26:50,63 | 3. јун 2011. |
| 5  | Зерсенај Тадезе       | Еритреја             | 26:51,09 | 3. јун 2011. |
| 6  | Силеши Сихин          | Етиопија             | 26:52,84 | 3. јун 2011. |
| 7  | Метју Кипкоеч Кисорио | Кенија               | 26:54,25 | 3. јун 2011. |
| 8  | Марк Косгеј Кипто     | Кенија               | 26:54,64 | 3. јун 2011. |
| 9  | Леонард Патрик Комон  | Кенија               | 26:55,29 | 3. јун 2011. |
| 10 | Џефри Кипсанг         | Кенија               | 27:06,35 | 3. јун 2011. |

Такмичари чија су имена подебљана учествовали су на СП 2011.

## Квалификационе норме
| A норма  | Б норма  |
| -------- | -------- |
| 27:40,00 | 28:00,00 |

## Сатница
| Датум            | Време | Коло   |
| ---------------- | ----- | ------ |
| 28. август 2011. | 19:30 | Финале |

## Резултати

### Финале
,
| Пласман | Атлетичар           | Држава               | Време          | Белешке        |
| ------- | ------------------- | -------------------- | -------------- | -------------- |
|         | Ибрахим Џеилан      | Етиопија             | 27:13,81       |                |
|         | Мохамед Фара        | Уједињено Краљевство | 27:14,07       |                |
|         | Имане Мерга         | Етиопија             | 27:19,14       |                |
| 4       | Зерсенај Тадезе     | Еритреја             | 27:22,57       |                |
| 5       | Мартин Матати       | Кенија               | 27:23,87       |                |
| 6       | Питер Черијот Кируи | Кенија               | 27:25,63       | ЛР             |
| 7       | Гален Руп           | САД                  | 27:26,84       | РС             |
| 8       | Силеши Сихин        | Етиопија             | 27:34,11       |                |
| 9       | Пол Кипнгетич Тануи | Кенија               | 27:54,03       |                |
| 10      | Мет Тегенкамп       | САД                  | 28:41,62       |                |
| 11      | Руи Силва           | Португалија          | 28:48,62       |                |
| 12      | Данијеле Меучи      | Италија              | 28:50,28       |                |
| 13      | Стефан Мокока       | Јужна Африка         | 28:51,97       |                |
| 14      | Скот Баус           | САД                  | 29:03,92       |                |
| 15      | Јуки Сато           | Јапан                | 29:04,15       |                |
| 16      | Хуан Карлос Ромеро  | Мексико              | 29:38,38       |                |
|         | Али Хасан Махбуд    | Бахреин              | Није завршио   | Није завршио   |
|         | Бајрон Пиедра       | Еквадор              | Није завршио   | Није завршио   |
|         | Кенениса Бекеле     | Етиопија             | Није завршио   | Није завршио   |
|         | Теклемариам Медин   | Еритреја             | Није стартовао | Није стартовао |